# Gabriella Boccardo
Gabriella Boccardo (* 1946) ist eine italienische Schauspielerin, auch bekannt als Gabriella Grimaldi.
Gabriella Boccardo ist die Schwester der Schauspielerin Delia Boccardo. Eine Zeitlang nannte sie sich Gabriella Grimaldi. Sie hatte eine kurze Kinokarriere von Ende der 1960er bis zur Mitte der 1970er Jahre: Ihr Leinwanddebüt gab sie in einer Nebenrolle als Emily in Enzo G. Castellaris Django – Die Totengräber warten schon. Diese Rolle war in der nur plump an Hamlet angelehnten Rachegeschichte ein Bezug auf Shakespeares Ophelia. Elio Petri gab ihr noch im selben Jahr eine Hauptrolle als Wanda neben Vanessa Redgrave und Franco Nero in Das verfluchte Haus (1968). Sie spielte neben Catherine Spaak in Damiano Damianis Una ragazza piuttosto complicata (1969), Sidney Lumet engagierte sie für eine Nebenrolle in Ein Hauch von Sinnlichkeit und in La donna a una dimensione war sie 1969 die Filmtochter von Françoise Prévost. Vittorio De Sisti besetzte sie 1971 für die Hauptrolle in Quando la preda è l'uomo. International bekannt wurde sie als Annie, Schwiegertochter von Annie Girardot, in Serge Korbers Kerzenlicht (1972). Es folgten Daniele e Maria (1973) mit Peter Firth, Luigi Zampas Die weiße Mafia (1974) mit Senta Berger und Vittorio De Sistis Spogliati protesta uccidi quando la preda è l’uomo (1975).

## Filmografie (Auswahl)
- 1967: Django – Die Totengräber warten schon (Quella sporca storia nel West)
- 1968: Das verfluchte Haus (Un tranquillo posto di campagna)